# Heterostemma
Heterostemma är ett släkte av oleanderväxter. Heterostemma ingår i familjen oleanderväxter.

## Dottertaxa tillHeterostemma, i alfabetisk ordning[1]
- Heterostemma acuminatum
- Heterostemma alatum
- Heterostemma angustilobum
- Heterostemma balansae
- Heterostemma beddomei
- Heterostemma brownii
- Heterostemma collinum
- Heterostemma cuspidatum
- Heterostemma dalzellii
- Heterostemma deccanense
- Heterostemma disciflorum
- Heterostemma esquirolii
- Heterostemma fimbriatum
- Heterostemma grandiflorum
- Heterostemma herbertii
- Heterostemma kaniense
- Heterostemma lobulatum
- Heterostemma luteum
- Heterostemma magnificum
- Heterostemma membranifolium
- Heterostemma menghaiense
- Heterostemma montanum
- Heterostemma oblongifolium
- Heterostemma papuanum
- Heterostemma pingtaoi
- Heterostemma piperifolium
- Heterostemma samoense
- Heterostemma siamicum
- Heterostemma sinicum
- Heterostemma suberosum
- Heterostemma succosum
- Heterostemma tanjorensis
- Heterostemma tsoongii
- Heterostemma urceolatum
- Heterostemma wallichii
- Heterostemma vasudevanii
- Heterostemma villosum
- Heterostemma xuansonense